# 極限 (圏論)
数学の一分野圏論において、極限とは積や引き戻しや逆極限といった普遍的な構成たちの根底にある性質を捉えた抽象概念である。双対的に余極限とは非交和、直和、余積、押し出し、直極限のような構成を一般化したものである。
極限と余極限は、強く関連した概念である普遍性や随伴関手と同様に、高度に抽象化された存在である。これらを理解するために、一般化される前の特定の概念を先に学ぶのがよい。

## 定義
圏Cにおける極限と余極限はC上の図式に関して定義される。形式的には、形がJであるCにおける図式はJからCへの関手
F : J → C
のことである。圏Jは添字圏であるとみなし、図式FはCの対象と射をJの形に並べたものとみなす。Jの実際の対象や射は特に意味はなく―それらの繋がり方だけが意味を持っている。
圏Jとして使われるものは、多くの場合、小さい圏であり、有限であることもある。図式が小さい、有限であるなどは圏Jがそうであることをいう。

### 極限
F : J → C をCにおける形がJの図式であるとする。Fへの錐とは、Cの対象Nと、Jの対象Xで添え字付けられた射の族ψX : N → F(X)の組(N, ψ)のうち、全てのJの射f : X → YがF(f) o ψX = ψYを満たすものをいう。
図式F : J → Cの極限とはFへの錐(L, φ)であって、他のどのFへの錐(N, ψ)に対しても、一意な射u : N → Lが存在して、Jの全ての対象XがφX o u = ψXを満たすようにできるものをいう。
このとき、錐(N, ψ)は錐(L, φ)を経由して一意な分解射uにより分解されるという。射uは仲介射であると呼ばれることもある。
極限は普遍性によって特徴付けられる(下記を参照)ので、普遍錐であるということもできる。他の普遍性と同様に、上の定義は一般性が釣り合った状態であることを述べている。つまり、極限対象Lは各錐がこれを経由して分解できるほどに一般性を持ち、分解が一意であるのに十分な具体性も持っている。
極限はFへの錐の圏の終対象であると特徴付けることもできる。
図式が極限を持たないこともある。しかし、もし図式が極限を持つならば、それは本質的に一意である。すなわち、同型による違いを除いて一意である。このことがFの唯一の (the) 極限と呼ぶことのある理由である。

### 余極限
極限と錐の双対概念が余極限と余錐である。上の定義における射の向きを全て逆にすることで定義を得ることもできるが、ここでは実際に書いてみることにする。
図式F : J → Cからの余錐とは、Cの対象Nと、Jの各対象Xで添え字付けられた射の族
ψX : F(X) → N
の組(N, ψ)のうち、Jの各射f : X → YがψY o F(f)= ψXを満たすもののことである。
図式F : J → Cの余極限とはFからの余錐(L, {\displaystyle \phi })であって、Fからの他の余錐(N, ψ)についていつでも、一意的な射u : L → Nが存在して、全てのJの対象Xがu o {\displaystyle \phi }X = ψXを満たすことをいう。
余極限は普遍余錐であり、Fからの余錐の圏における始対象として特徴付けることができる。
極限の場合と同様に、図式Fが余極限を持てば、それは同型を除いて一意である。

### 他の定義
極限と余極限は図式を使わずに、対象と射の集まりが与えられれば定義することができる。この場合の定義も上と同じである(上の定義ではJの射の合成を全く使わなかったことに注意)。しかしながら、この定義は何も新しい情報をもたらさない。対象と射の集まりは(大きくなりうる)有向グラフGを定める。そして、JをGの生成する自由圏とすると、Gの像を包含する普遍的な図式F : J → Cが存在する。この図式の極限(余極限)はもとの対象と射の集まりの極限(余極限)と同じになる。
弱極限と弱余極限は極限と余極限の定義から仲介射の一意性を除いたものをいう。

## 例

### 極限
極限の定義は実際によく使われている多くの構成を十分に包摂する一般的なものである。以下では図式F : J → Cの極限(L, φ)について考える。
- 終対象。Jが空な圏である場合は、形がJである図式はただひとつであり、それは空である(集合論の空写像と同様である)。空な図式の錐はCの勝手なひとつの対象のことであり、Fの極限は他のどの対象もそれを経由して一意に分解する。これは終対象の定義そのものである。
- 積。Jが離散圏の場合は、図式FはたんにJで添え字付けられたCの対象の族である。Fの極限Lはこれらの対象の積と呼ばれる。錐を構成する射の族 φX : L → F(X) は積からの射影と呼ばれる。例えば集合の圏においては、積は直積集合であり、射影は各因子への自然な射影のことである。
  - 冪。積の特別な場合として、図式Fの対象関数がCの対象Xへの定数関数であるとする。この図式の極限をXのJ乗と呼び、XJと記す。
- 等化子。Jの対象が二つであり、恒等射以外には対象1から対象2への平行な二つの射からなる場合は、形がJである図式はCにおける平行な射の対である。このような図式の極限はこれらの射の等化子と呼ばれる。
  - 核。核は等化子の特別な場合で、射の片方がゼロ射であるときをいう。
- 引き戻し。図式Fが三つのCの対象XとYとZを選び、恒等射でない射はf : X → Zとg : Y → Zのみであるとする。Fの極限Lは引き戻しまたはファイバー積と呼ばれる。
- 逆極限。Jを有向半順序集合とし(i ≤ jに対して射i → jを追加した小さな圏とみなす)、F : Jop → Cを図式とする。Fの極限は(まぎらわしいが)逆極限、射影極限、有向極限と呼ばれる。
- J = 1のとき、すなわち、ひとつの対象とひとつの射からなる圏であるとき、形がJの図式は本質的にはCのひとつの対象Xのことである。対象Xへの錐はたんにXを余ドメインとする射である。射f : Y → Xが図式Xの極限であるのは、fが同型射のときであり、またそのときに限る。より一般的に、Jが始対象iを持つ圏であるとき、形がJである任意の図式は極限をもち、それはF(i)に同型な対象のことである。このような同型はFへの普遍錐を一意に定める。
- 位相的な極限。関数の極限はフィルター極限の特別な場合であり、圏論的な極限とは次のような関係がある。Xを位相空間とし、FはX上のフィルターの集合とし、x ∈ Xを点とし、V(x) ∈ Fをxの近傍フィルターとし、A ∈ Fをひとつのフィルターとし、{\displaystyle F_{x,A}=\{G\in F\mid V(x)\cup A\subset G\}}をxに収束するAより細かいフィルターの集合とする。フィルターの集合FにはA ⊆ Bにたいして射A → Bを与えることで、圏の構造を持たせることができる。入射{\displaystyle I_{x,A}:F_{x,A}\to F}は以下の同値性をもつ関手となる。

xがAの位相的な極限であるのは、Aが{\displaystyle I_{x,A}}の圏論的な極限であるときであり、またそのときに限る

### 余極限
余極限の例は上の例の双対で与えられる。
- 始対象は空な図式の余極限である
- 余積は離散圏で添え字付けられた図式の余極限である
  - 余冪は離散圏からの定数図式の余極限である
- 余等化子は平行な射の対の余極限である
  - 余核は射と平行なゼロ射の余等化子である
- 押し出しは共通のドメインを持つ射の対の余極限である
- 順極限は有向集合で添え字付けられた図式の余極限である

## 性質

### 極限の存在性
勝手な図式 F : J → C はCに極限(または極限)を持つこともあるし、持たないこともある。さらに、Fへの錐すらないこともあり、このときは普遍錐ももちろん存在しない。
圏Cが Jの形の極限を持つというのは、形がJの任意の図式の極限がCで存在することをいう。特に、圏Cが
- 積を持つとは全ての小さな離散圏Jに対して、Jの形の極限を持つことを言う(大きな積を持つ必要はない)
- 等化子を持つとは{\displaystyle \bullet \rightrightarrows \bullet }の形の極限を持つことである(つまり、全ての平行な射の対は等化子を持つ)
- 引き戻しを持つとは{\displaystyle \bullet \rightarrow \bullet \leftarrow \bullet }の形の極限を持つことである(つまり、共通の余ドメインを持つ全ての射の対は引き戻しを持つ)
- 完備であるとは小さな極限をすべて持つことである(つまり、全ての小さい圏Jの形の極限を持つ)

双対的な定義も可能である。圏が Jの形の余極限を持つとは、形がJである全ての図式がCで余極限を持つことである。余完備圏は全ての小さな余極限を持つ圏のことである。
極限の存在定理とは、圏Cが等化子を持ち、クラスOb(J)とクラスHom(J)で添え字付けられた全ての積を持つならば、CはJの形の全ての極限を持つという定理である。この場合、図式 F : J → C の極限は二つの射
{\displaystyle s,t:\prod _{i\in \mathrm {Ob} (J)}F(i)\rightrightarrows \prod _{f\in \mathrm {Hom} (J)}F(\mathrm {cod} (f))}
の等化子として構成することができる。ここで、sとtは
{\displaystyle {\begin{aligned}s&={\bigl (}F(f)\circ \pi _{F(\mathrm {dom} (f))}{\bigr )}_{f\in \mathrm {Hom} (J)}\\t&={\bigl (}\pi _{F(\mathrm {cod} (f))}{\bigr )}_{f\in \mathrm {Hom} (J)}.\end{aligned}}}
で与えられる。
双対的に余等化子と余積を使った余極限の存在定理も同様に成り立つ。これらの定理はJの形の全ての(余)極限が存在することの十分条件ではあるが、必要条件ではない。

### 普遍性
極限と余極限は重要な普遍構成である。Cを圏とし、Jを小さな添え字圏とする。関手圏CJは形がJであるCの図式全体からなる圏と考えることができる。対角関手
{\displaystyle \Delta :{\mathcal {C}}\to {\mathcal {C}}^{\mathcal {J}}}
とはCの対象Nを値がNである定数関手 Δ(N) : J → Cに対応させる関手のことをいう。すなわち、Jの各対象Xにたいして、Δ(N)(X) = Nであり、Jの各射 f にたいして、Δ(N)(f) = idN である。
図式F: J → Cが与えられたとき(CJの対象だと思うことで)、自然変換ψ : Δ(N) → F (これはたんに圏CJの射のことである)はNからFへの錐と同じものである。ψのコンポーネントは射 ψX : N → F(X) である。双対的に、自然変換ψ : F → Δ(N) はFからNへの余錐と同じものである。
極限と余極限の定義は次の形に言い直すことができる。
- Fの極限はΔからFへの普遍射である
- Fの余極限はFからΔへの普遍射である

### 随伴
普遍的構成が持つように、極限と余極限も自然に関手性を持っている。言い換えると、形がJ(Jは小さいとする)であるCにおける全ての図式が極限を持つとすると、極限関手
{\displaystyle \mathrm {lim} :{\mathcal {C}}^{\mathcal {J}}\to {\mathcal {C}}}
が存在する。ここで、この関手は各図式をその極限に写し、各自然変換η : F → Gは対応する普遍錐と可換である一意な射lim η : lim F → lim Gに写すものとする。この関手は対角関手
Δ : C → CJ.
の右随伴関手である。この随伴はNからlim Fへのすべての射からなる集合とNからFへのすべての錐からなる集合の間の全単射
{\displaystyle \mathrm {Hom} (N,\mathrm {lim} F)\cong \mathrm {Cone} (N,F)}
で与えられる。これは変数NとFに関して自然である。この随伴の余単位射 (counit) はlim FからFへの普遍錐そのものである。添え字圏Jが連結である(そして空でない)場合は、随伴の単位射 (unit) はlimがΔの左逆になるような同型射である。これはJが連結でない場合は正しくない。例えば、Jが離散圏である場合、単位射のコンポーネントは対角射 δ : N → NJ である。
双対的に、形がJ(Jは小さいとする)であるCの全ての図式が余極限を持つとき、余極限関手
{\displaystyle \mathrm {colim} :{\mathcal {C}}^{\mathcal {J}}\to {\mathcal {C}}}
が存在し、各図式をその余極限に写す。この関手は対角関手Δ : C → CJの左随伴であり、自然な全単射
{\displaystyle \mathrm {Hom} (\mathrm {colim} F,N)\cong \mathrm {Cocone} (F,N).}
が存在する。この随伴の単位射はFからcolim Fへの普遍余錐である。Jが連結で(空でない)とき、余単位射はcolimがΔの左逆となるような同型射である。
極限関手も余極限関手も共変関手であることに注意すること。

### 関手の表現としての極限
圏Cにおける極限や余極限はHom関手によって集合の圏Setにおける極限と関連付けることができる。このことは、部分的には、共変Hom関手Hom(N, –) : C → SetがCにおける極限を保存することから導かれる。双対性により、反変Hom関手は余極限を極限に写す。
図式F : J → CがCに極限 lim F を持つとすると、標準同型
{\displaystyle \mathrm {Hom} (N,\mathrm {lim} F)\cong \mathrm {lim} \,\mathrm {Hom} (N,F-)}
が存在し、変数Nに関して自然である。ここで、関手Hom(N, F–)はHom関手Hom(N, –)とFの合成である。この同型は極限錐の選び方から一意に決まる。
上の関係を使うことで、CにおけるFの極限を定義することが可能である。まず、関手Hom(N, F–)の極限はNからFへのすべての錐の集合
{\displaystyle \mathrm {lim} \,\mathrm {Hom} (N,F-)=\mathrm {Cone} (N,F).}
と同一視することができることが分かる。写像の族πX : Cone(N, F) → Hom(N, FX)をπX(ψ) = ψXで定めると、極限錐を得る。Cの対象Lと自然同型Φ : Hom(–, L) → Cone(–, F)に対して、Lは極限錐がΦL(idL)であるFの極限である。格好良く書くと、Fの極限は関手Cone(–, F) : C → Setの表現であるということになる。
双対的に、図式F : J → CがCに余極限colim Fを持つとすると、標準同型
{\displaystyle \mathrm {Hom} (\mathrm {colim} F,N)\cong \mathrm {lim} \,\mathrm {Hom} (F-,N)}
が存在し、変数Nに関して自然であり、余極限錐の選択から一意に決まる。Hom(F–, N)の極限と集合Cocone(F, N)を同一視することにより、この関係から図式Fの余極限を関手Cocone(F, –)の表現として定義することができる。

### 集合の極限と余極限の交換
Iを有限な圏とし、Jを小さいフィルター付き圏とする。任意の二項関手
F : I × J → Set
に対して、自然変換
{\displaystyle \mathrm {colim} _{J}\,\mathrm {lim} _{I}F(i,j)\rightarrow \mathrm {lim} _{I}\,\mathrm {colim} _{J}F(i,j).}
が存在する。言い換えると、Setにおけるフィルター余極限と有限極限は交換する。

## 関手と極限
Cの図式F : J → Cと関手G : C → Dについて、合成することにより(図式は単なる関手であるので)図式GF : J → Dを得る。このとき、以下は自然な疑問である。
GFの極限はFのそれとどのような関係があるのか？

### 極限の保存
関手G : C → DはCone(F)からCone(GF)への写像を誘導する。すなわち、ΨをNからFへの錐とすると、GΨはGNからGFへの錐となる。関手Gが Fの極限を保存するとは、(L, φ)がFの極限であるときはいつでも、(GL, Gφ)がGFの極限となることをいう。(注意: Fの極限が存在しない場合も、GはFの極限を保存する(空虚な真))
関手Gが' Jの形の全ての極限を保存するとは、Gが任意の図式F : J → Cの極限を保存することをいう。例えば、Gは積を保存する、等化子を保存する、引き戻しを保存する等のように使用する。連続関手とは全ての小さな極限を保存する関手をいう。
同様の定義は余極限についても可能である。例えば、関手GはFの余極限を保存するとは、(L, φ)がFの余極限のときはいつでも、G(L, φ)がGFの余極限となることをいう。余連続関手とは全ての小さな余極限を保存する関手をいう。
Cが完備圏であるならば、上記の極限の存在定理により、関手G : C → Dが連続であることは、(小さい)積と等化子を保存することと同値となる。双対的に、Gが余連続であることは、(小さい)余積と余等化子を保存することと同値である。
随伴関手について、全ての右随伴関手は連続であり全ての左随伴関手は余連続であるという重要な性質がある。随伴関手は豊富に存在しているので、連続関手や余連続関手のたくさんの例を得られる。
与えられた図式F : J → Cと関手G : C → Dにたいして、FとGFが特定の極限をもつならば、標準射
τF : G lim F → lim GF
が存在して、対応する極限錐の選択ごとに一意である。関手GがFの極限を保存することは、この写像が全単射であることと同値である。もし圏CとDがJの形の全ての極限を持っているならば、limは関手であり、τFは自然変換
τ : G lim → lim GJ.
のコンポーネントである。関手GがJの形の全ての極限を保存することは、τが自然同型であることと同値である。この意味で、関手Gは(標準自然同型の違いを除いて)極限と交換するということができる。
極限や余極限の保存という概念は共変関手にだけ適用できる。反変関手についての対応する概念は余極限を極限に写す、もしくは極限を余極限に写すというものになる。

### 極限の持ち上げ
関手G : C → Dが図式F : J → Cの極限を持ち上げるとは、(L, φ)がGFの極限であるときはいつでも、Fの極限(L′, φ′)が存在して、G(L′, φ′) = (L, φ)が成り立つことをいう。関手Gが Jの形の極限を持ち上げるとは、Jの形の全ての図式の極限を持ち上げることをいう。これは、積を持ち上げる、等化子を持ち上げる、引き戻しを持ち上げる等のように使用することができる。最後に、Gが極限を持ち上げるとは、全ての極限を持ち上げることをいう。余極限の持ち上げについても双対的な定義が可能である。
関手Gが図式Fに対して一意に極限を持ち上げるとは、Fの極限でありG(L′, φ′) = (L, φ)となるような、逆像(L′, φ′)がただひとつ存在することをいう。Gが一意に極限を持ち上げることは、それが極限を持ち上げる準忘却函手であることと同値である。
極限を持ち上げることは、極限を保存することと明らかに関係している。Gが図式Fの極限を持ち上げて、GFが極限を持つとすると、Fもまた極限を持ち、GはFの極限を保存する。さらに、
- GがJの形の極限を持ち上げ、DがJの形の極限を持つならば、CはJの形の極限を持ち、Gはこれらの極限を保存する
- Gが小さな極限を持ち上げ、Dが完備であるならば、Cも完備であり、Gは連続である

ことが従う。双対的に余極限に対しても同様に成り立つ。

### 極限の創出と反映
F : J → Cを図式とする。関手G : C → Dが
- Fの極限を創出するとは、(L, φ)がGFの極限のときはいつでも、Fへの錐(L′, φ′)であって、G(L′, φ′) = (L, φ)を満たし、さらに、この錐がFの極限となるものがただひとつ存在することをいう
- Fの極限を反映するとは、各Fへの錐について、そのGによる像がGFの極限であるときはいつでもFの極限であることをいう

双対的に、余極限の創出と反映を定義することもできる。
以下が同値であることが容易に示せる。
- 関手Gは極限を創出する
- 関手Gは一意に極限を持ち上げ、極限を反映する

一意に極限を持ち上げるが、極限を創出も反映もしない関手の例も存在する。

### 例
- 全ての共変表現可能関手（英語版） C → Set は極限を保存する(一方、余極限を保存するとは限らない)。特に連続である。
- 忘却関手（英語版） U : Grp → Setは全ての小さな極限とフィルター余極限を創出する(そして保存する)。しかしながら、Uは余積を保存しない。これは代数的な忘却関手に典型的に起きる状況である。
- 自由関手（英語版） F : Set → Grp (これは集合SにS上の自由群を割り当てる)は忘却関手 U の左随伴であり、そのため連続である。このことはふたつの自由群GとHの自由積がGとHの生成集合の非交和で生成される自由群であることを説明できる。
- 包含関手 Ab → Grp は極限を創出するが余積は保存しない(ふたつの可換群の余積は直和である)。
- 忘却関手 Top → Set は一意に極限と余極限を持ち上げるがどちらも創出しない。
- Metc を連続関数を射とする距離空間の圏とする。忘却関手 Metc → Set は有限極限を持ち上げるが、一意には持ち上げない。

## 用語に関する注意
古い用語では極限のことを「逆極限」や「射影極限」と呼び、余極限を「順極限」や「帰納極限」と呼ぶ。これは多くの混乱の原因となった。
現代的な用語を覚えるいくつかの方法がある。最初に、
- 余核
- 余積
- 余等化子
- 余ドメイン

は余極限の一種であり、
- 核
- 積
- 等化子
- ドメイン

は極限の一種である。次に、「余」という接頭辞は「{\displaystyle \operatorname {Hom} }の最初の変数」を暗に示している。「コホモロジー」や「余ファイブレーション」のような用語は最初の変数、つまり二項関手{\displaystyle \operatorname {Hom} }の反変な側の変数ととても強く関連している。